# Æthelwealh
Æthelwealh (també escrit Aedilualch, Aethelwalch, Aþelwold, Æðelwold, Æþelwald, o Ethelwalch) va ser el primer rei històric de Sussex, que va governar en un període imprecís al segle vii, potser entre el 660 i el 685. Entre l'anterior rei esmentat als annals i ell va haver un període de més d'un segle i mig del qual no es té informació. Durant el seu regnat el país es va convertir al cristianisme. Va pujar al tron col·locat pel rei de Mèrcia i va morir vers el 685, defensant-se de Cædwalla de Wessex.
Tota la informació que es té sobre Æthelwealh, procedeix de breus mencions en tres llibres: la Vida del bisbe Wilfrid, escrita per Eddius Stephanus, la Historia Ecclesiastical gentis Anglorum de Beda i la Crònica anglosaxona.
Æthelwealh va ser instal·lat en el tron per un cas d'assassinat. Penda de Mèrcia va fer fora el 645, al rei de Wessex Cenwalh per haver-se divorciat de la germana de Penda. Cenwalh havia desposseït la germana de Penda de l'estatus de reina i Penda va reaccionar envaint Wessex, desposseint Cenwalh del regne de Sussex i posant-lo sota el govern d'Æthelwealh.
Æthelwealh es va convertir al cristianisme i el rei Wulfhere va ser el seu padrí. El 661, Wulfhere va donar a Æthelwealh els territoris de Meonwara (la vall del riu Meon) i el regne de Wihtwara a l'illa de Wight. Æthelwealh es va casar amb Eafe (també escrit Eabae o Ebba), filla d'Eanfrith (Eanfrid o Eanfridi), governant del regne cristià de Hwicce.
El bisbe de York, Wilfrid, quan va ser exiliat pel rei de Northúmbria, Aldfrith, va anar a Sussex el 681 i va predicar entre els súbdits d'Æthelwealh, amb el seu permís, per convertir-los al cristianisme. Æthelwealh va donar a Wilfrid unes terres a Selsey on va fundar un monestir. Wilfrid, es va reunir amb Caedwalla, un príncep dels gewisse, que feia de bandit per terres de Sussex i van arribar a un acord que beneficiava a tots dos. Segons Beda, el 686, Cædwalla va envair el territori de Sussex i va matar Æthelwealh. Llavors dos nobles de Sussex, Berhthun i Andhun, van fer fora Cædwalla. Quan aquest va esdevenir rei de Wessex l'any següent va conquerir tot el regne de Sussex i va nomenar Ecgwald com a subregulus (títol que consta en els documents oficials).
La llegenda popular diu que quan Cædwalla va envair el país, Æthelwealh li va sortir a l'encontre per aturar els pillatges i es van trobar en un punt dels South Downs al sud-oest de Stoughton, a prop de la frontera amb Hampshire, allà van lluitar i Æthelwealh va morir. És per això que diuen que està enterrat en el túmul de més al sud que hi ha en aquest lloc.